# Idaea habichi
Idaea habichi är en fjärilsart som beskrevs av Karl Schawerda 1908. Idaea habichi ingår i släktet Idaea och familjen mätare. Inga underarter finns listade i Catalogue of Life.